# Chorotega (rey)
Chorotega fue un jefe indígena de Costa Rica, que en 1522 tenía sus dominios en la vertiente del costa del Pacífico, cerca de la costa del golfo que los españoles llamaron de San Vicente. Es posible que el nombre de Chorotega no fuese un nombre propio sino el del  pueblo o el de la región donde se hallaba asentada. 
Los dominios de éste fueron visitados por el conquistador Gil González Dávila en 1522. En la relación del viaje elaborada por el tesorero Andrés de Cereceda, se dice que Chorotega era "caribe", es decir, antropófago, "y de aquí en adelante lo son", es decir, que los demás pueblos indígenas que encontraron los españoles durante su recorridod e sureste a noroeste, también lo eran. Tanto el pueblo de Chorotega como el de esos otros pertencecían al área cultural de Mesoamérica, en cuya cultura eran frecuentes los sacrificios humanos y la antropofagia ritual.
En el reino de Chorotega, la expedición de González Dávila logró bautizar a 487 personas, y recibió oro por valor de 4,708 pesos y 4 tomines.